# Meir Bar-Ilan
Meir Berlin (Meir Bar-Ilan), (1880, Valojyn (Volozhin), Empire russe, aujourd'hui Biélorussie - 18 avril 1949, Jérusalem, Israël) est un rabbin orthodoxe et leader du sionisme religieux. L'université Bar-Ilan porte son nom.

## Éléments biographiques

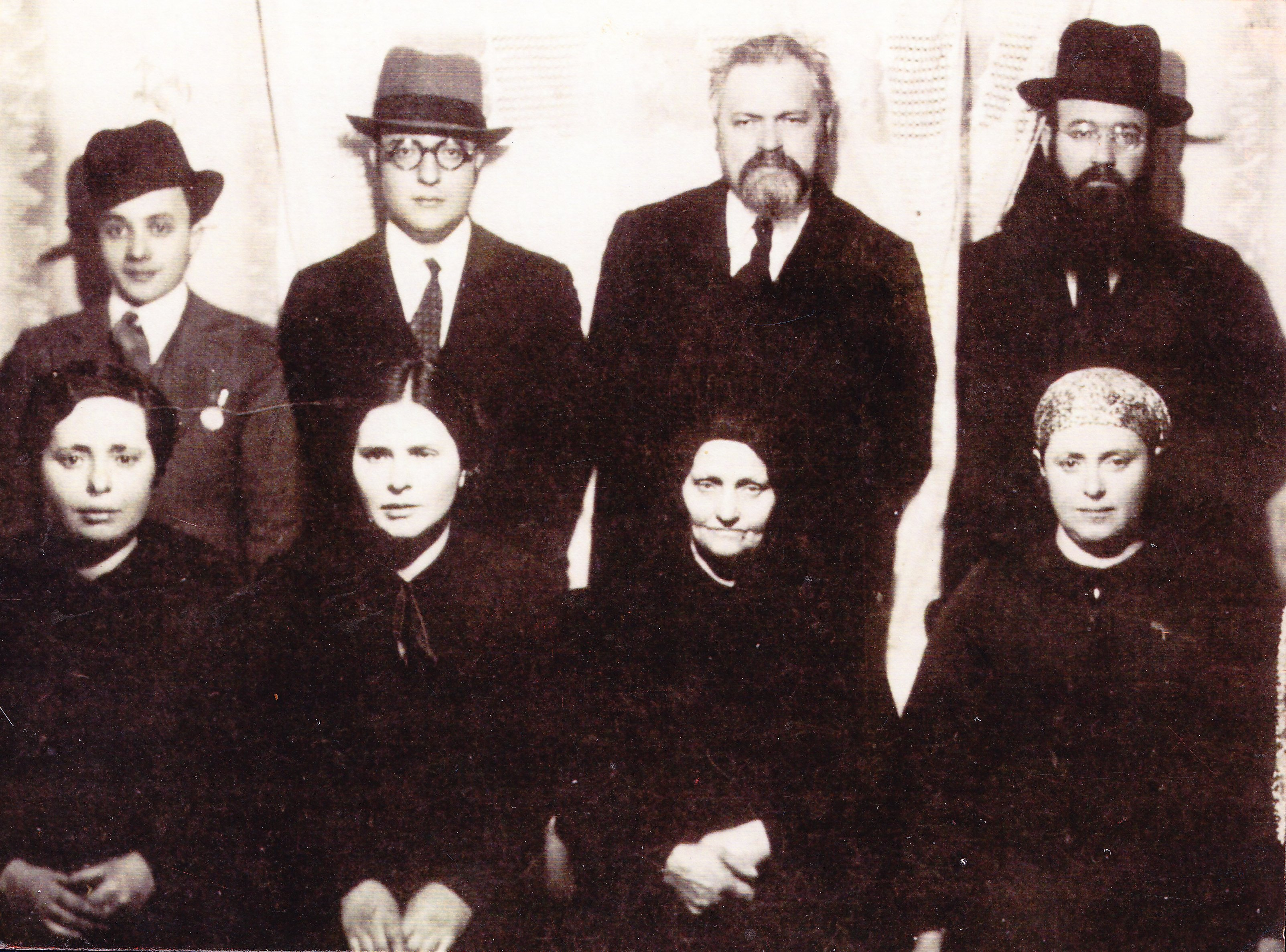
Le rabbin Meir Berlin avec son neveu Walkin d'Olozin et d'autres membres de sa famille.

Meir Berlin est né en 1880 à Volozhin, dans l'Empire russe,,. Il est le fils du "Netziv", le rabbin Naftali Zvi Yehuda Berlin, qui dirige la Yechiva de Volojine, en Lituanie. Son grand-père maternel était le rabbin Yitzchak ben Chaim. 

### Études

#### Dans lesyechivotdeLituanie
Meir Berlin étudie dans les yechivot de Volojine (yechiva de Volojine), de Telšiai (yechiva de Telshe), de Brisk (Brest-Litovsk) et de Novardnok (yechiva de Novardok). Dans cette dernière Yechiva, il étudie avec son grand-père, le rabbin Yehiel Mihel Epstein. Il obtient son diplôme de rabbin (Semikha) en 1902. Il a 22 ans.

#### L'université de Berlin
Meir Berlin va ensuite étudier à l'université de Berlin.

### Politique

#### Le Mouvement Mizrahi
Délégué du Mouvement Mizrahi au Septième Congrès sioniste, à Bâle, du 27 juillet au 2 août 1905, il s'oppose au Projet Ouganda, visant à créer "une patrie juive temporaire, en Ouganda, comme suggéré par la Grande-Bretagne.
En 1911, il devient le secrétaire du Mouvement Mizrachi au niveau mondial.

## Œuvres
- Fun Volozhin biz Yerushalayim (De Volojine à Jérusalem), autobiographie en yiddish, New York, 1933; en hébreu, Tel Aviv, 1939-1940

## Honneurs
- L'université Bar-Ilan porte son nom.
- Moshav Beit Meir  (Mateh Yehuda) porte son nom. Le Moshav est situé à environ 14 km de Jérusalem, sur l'autoroute de Jérusalem-Tel Aviv,  l'autoroute 1.
- Timbre israélien issu le 13 décembre 1983[5].
- Rue Bar-Ilan à Jérusalem.